# 125th Street (IRT Lenox Avenue Line)
Pour les articles homonymes, voir 125th Street.
125th Street, est une station, historique de l'IRT Lenox Avenue Line, desservie par toutes les rames du service desserte ligne 2 et ligne 3 du métro de New York. Elle est située à l'intersection de la 125e Rue et de la Lenox Avenue dans le quartier de Harlem sur le territoire de l'arrondissement Manhattan de la ville de New York aux États-Unis.

## Situation sur le réseau

Plan du métro de New York (2009)